# Братковское сельское поселение (Воронежская область)
Братковское сельское поселение — муниципальное образование в Терновском районе Воронежской области.
Население — 1246 жителей (95 % — русские).
Административный центр сельского поселения — село Братки, находится в 15 км от Терновки.

## География
Территория сельского поселения площадью 9922 га, расположена в восточной части района; граничит на севере с территорией Новотроицкого сельского поселения, на востоке с территорией Терновского сельского поселения, на западе с Козловским сельским поселением, на юге с Костино-Отдельским сельским поселением.

## История
Братковский сельсовет образован 9 марта 1964 года. Законом Воронежской области № 63-03 от 15 октября 2004 года Братковский сельсовет был наделён статусом сельского поселения..

## Административное деление
В состав поселения входит один населенный пункт:
- село Братки.